# Sint-Ludgerusparochie (Utrecht)
De Sint-Ludgerusparochie is een rooms-katholieke parochie in de Nederlandse stad Utrecht. Zij is in 2010 tot stand gekomen door de fusie van zes parochiekerken in het noordelijk deel van Utrecht.

## Kerken en werkgebied
De Sint-Ludgerusparochie is één parochie met zes kerken, te weten:
- Sint-Rafaëlkerk (eucharistisch centrum, Overvecht)
- Sint-Jacobuskerk (Zuilen)
- Sint-Antoniuskerk (Lombok)
- Sint-Josephkerk (Tuinwijk)
- Sint-Dominicuskerk (Oog in Al)
- Sint-Nicolaas-Monicakerk (Pijlsweerd en Ondiep)

De parochie is gewijd aan de heilige Ludgerus (Liudger), die vermoedelijk ergens in het gebied ten noorden van Utrecht geboren was, volgens de traditie in Zuilen of Oud-Zuilen. De parochienaam is overgenomen van de in 1977 afgebroken Sint-Ludgeruskerk die in Zuilen aan de Amsterdamsestraatweg stond.
De Sint-Ludgerusparochie beslaat een groot gedeelte van het noorden van de stad Utrecht, inclusief het voormalige dorp (de huidige wijk) Zuilen. Het gebied van de parochie omvat Utrecht-West (waaronder Lombok en Oog in Al), Utrecht-Noordwest (waaronder Zuilen en Ondiep), Overvecht en Votulast. Het klooster Cenakel ligt ook in dit gebied, in Zuilen. In Utrecht-West is ook de Gerardus Majellaparochie, die een status aparte heeft.

## Voorgeschiedenis
In het gebied dat de Sint-Ludgerusparochie beslaat, hebben veel parochiekerken gestaan. Een aantal daarvan zijn in de loop van de tijd gesloten en soms ook afgebroken. De parochies echter bleven - feitelijk alleen in juridische zin - bestaan. Als een parochiekerk werd gesloten werd de parochie bij een andere kerk gevoegd. Zo werd bijvoorbeeld de Parochie van O.L.V. van Goede Raad gevoegd bij de Antoniusparochie.
De totale lijst van parochies en kerken kan verdeeld worden in een aantal die steeds bij Utrecht hebben gehoord en enkele die in Zuilen gebouwd waren in de tijd dat dit nog een aparte gemeente was:
Utrecht
- Sint-Joseph (1896)
- Sint-Monica (1886-1970/1977)
- Sint-Nicolaas (1931-1986, daarna vervangen door de Sint-Nicolaas-en-Monicakerk)
- Sint-Antonius (1903)
- Onze Lieve Vrouw van Goede Raad (1919)
- Sint-Dominicus (1951)
- Sint-Rafaël, in 2004 ontstaan uit:
  - HH. Cleophas & Emmaüsgangers (1962)
  - Heilige Geest (1965)
  - Blijde Boodschap (1970)

Zuilen
- Sint-Ludgerus, 1924
- Sint-Salvator, 1934
- Sint-Jacobus, 1950

## Fotogalerij

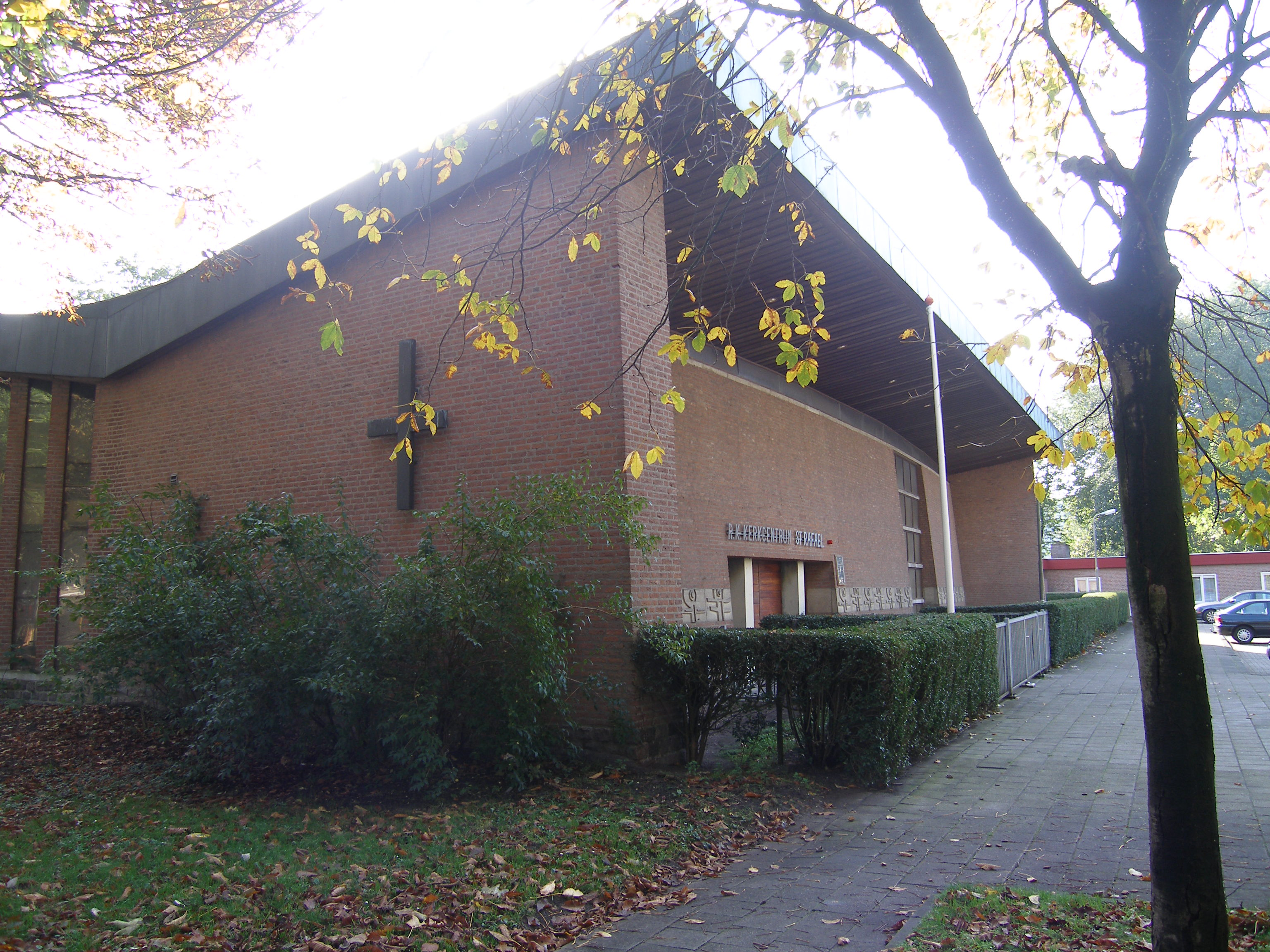
De Sint-Rafaëlkerk
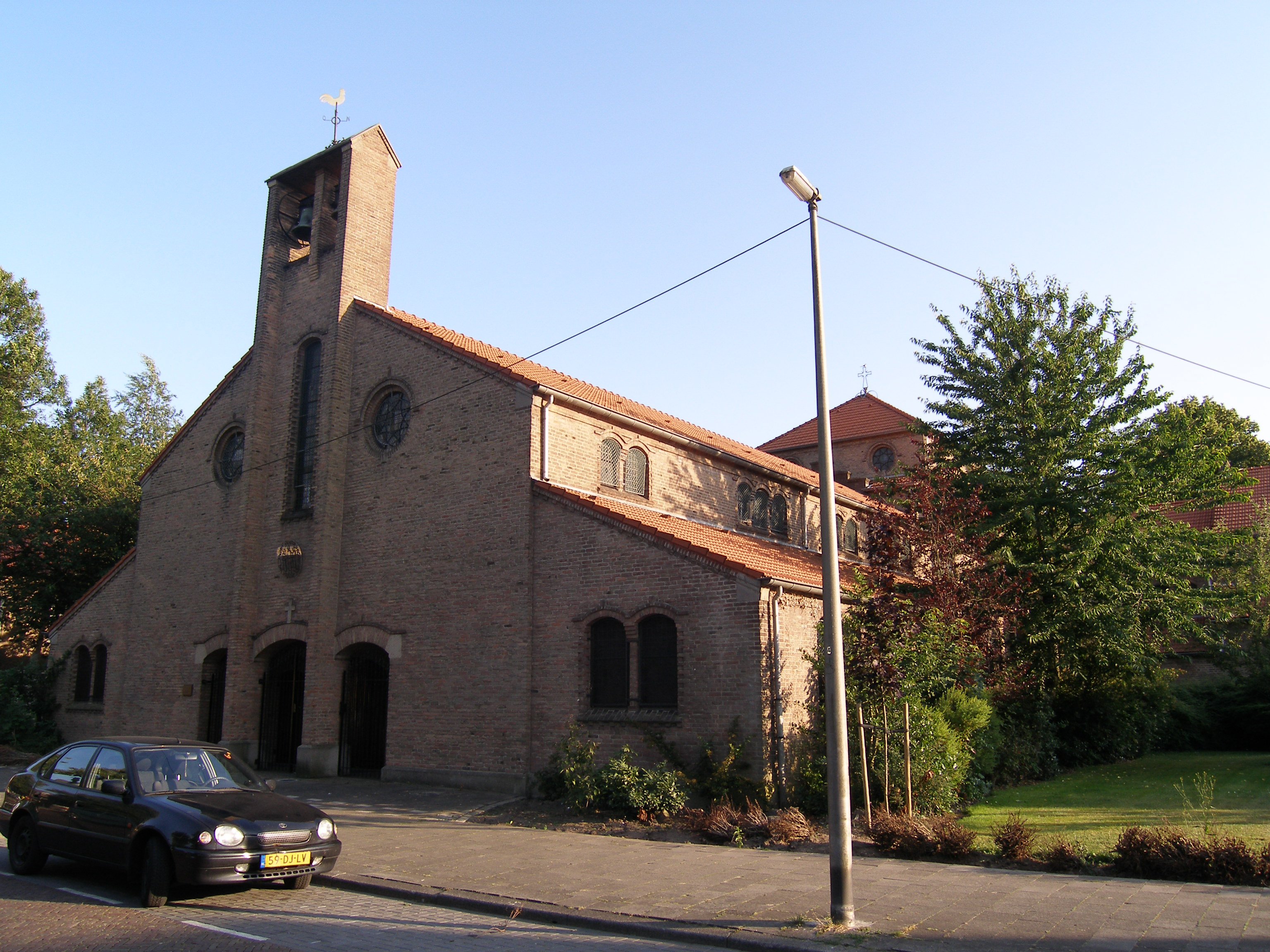
De Sint-Jacobuskerk in Zuilen
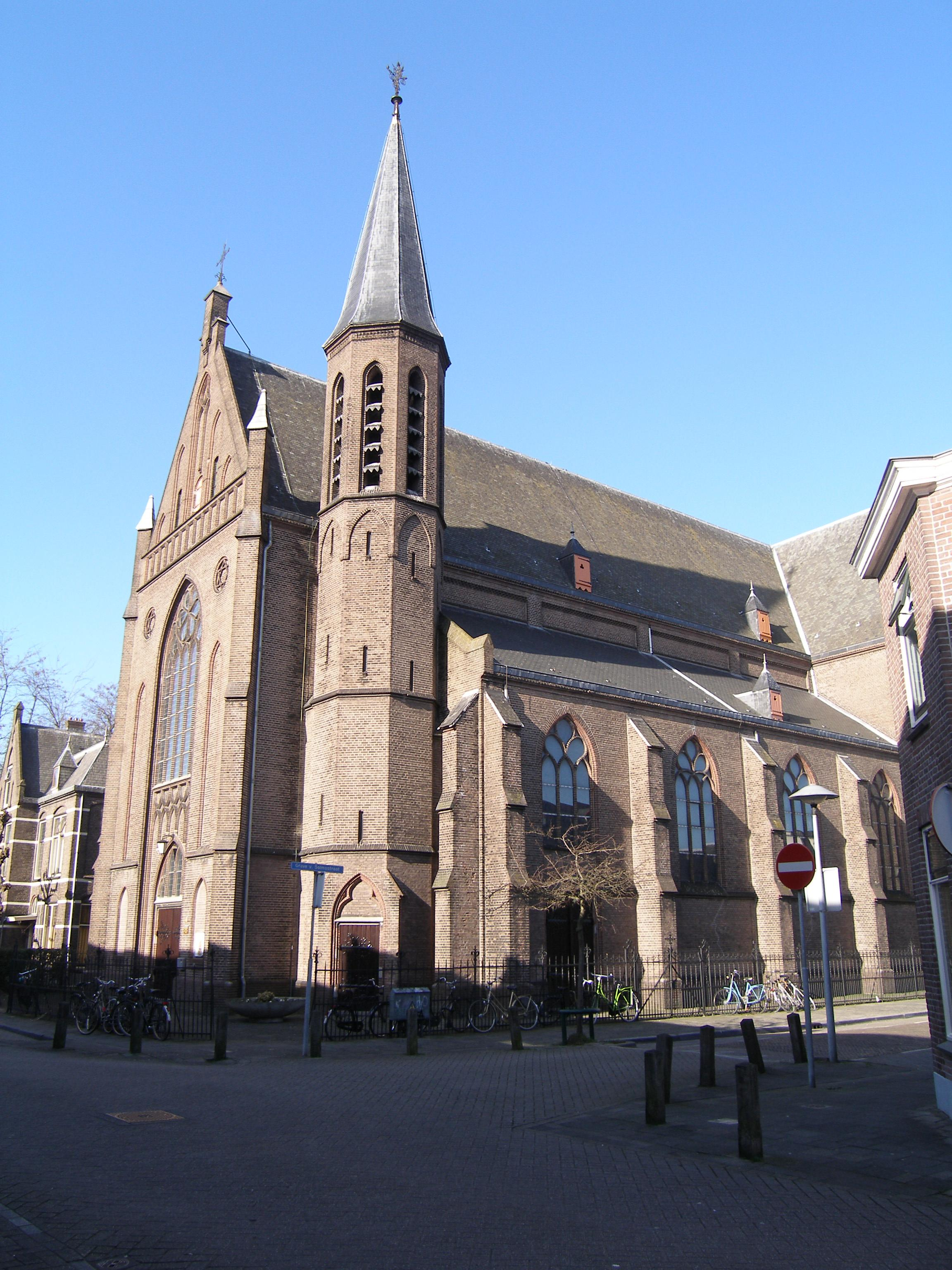
De Sint-Josephkerk
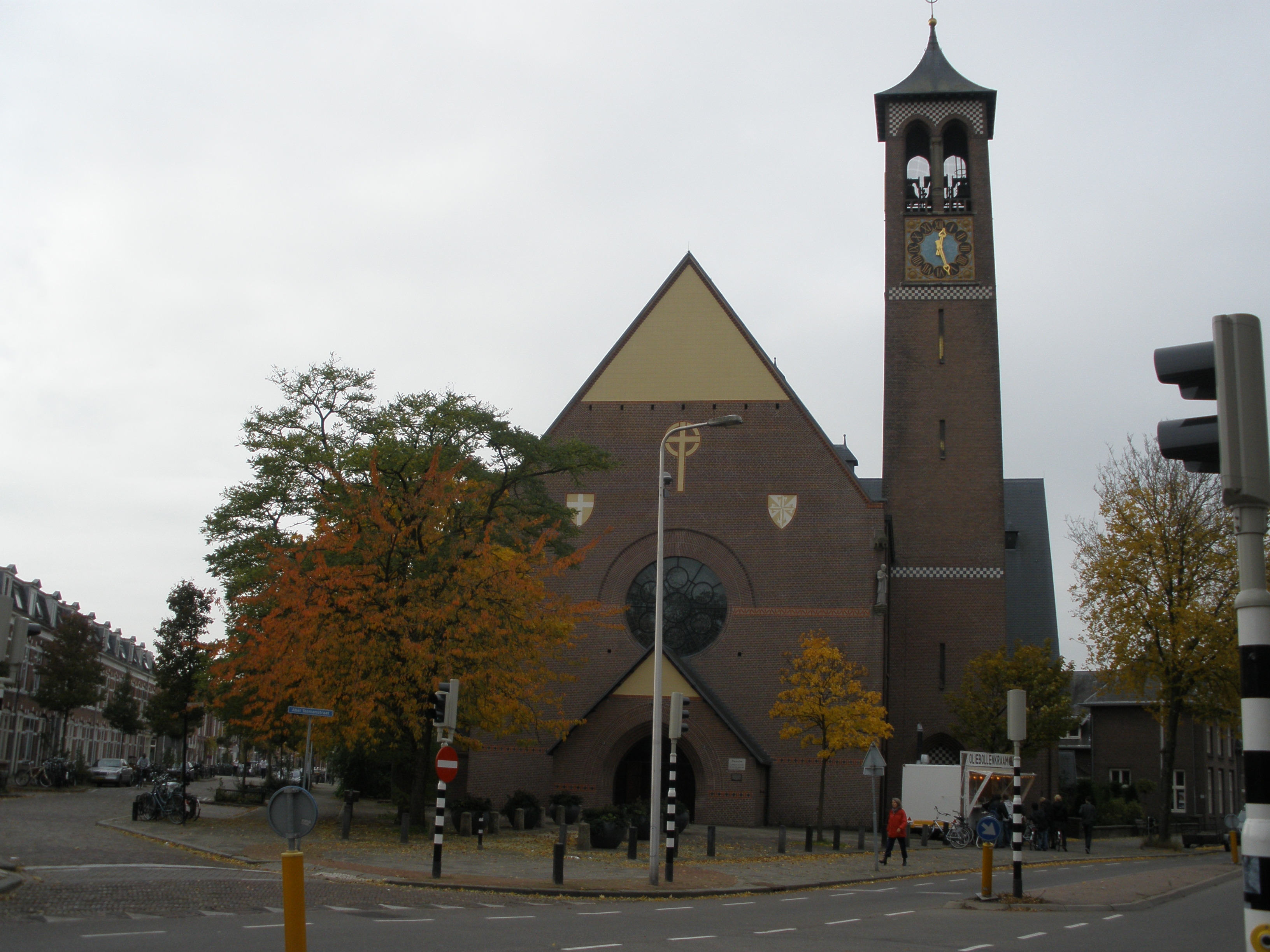
De Sint-Antoniuskerk
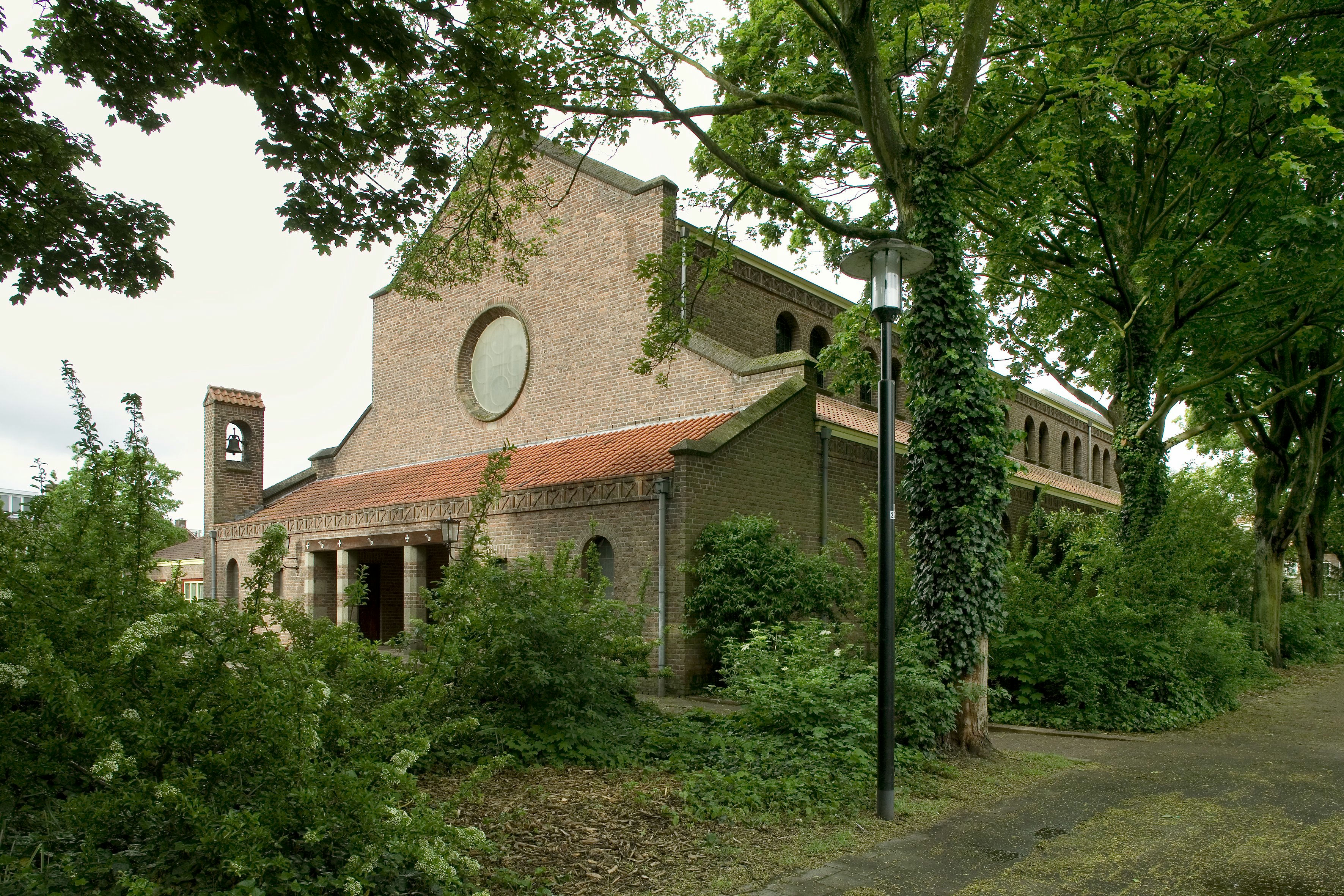
De Sint-Dominicuskerk